# Episodi di Trollhunters - I racconti di Arcadia (prima stagione)
La prima stagione o parte 1 della serie animata Trollhunters - I racconti di Arcadia è stata interamente distribuita in prima visione da Netflix il 23 dicembre 2016, in tutti i paesi in cui il servizio è disponibile.
| n° | Titolo originale                 | Titolo italiano                       | Pubblicazione USA | Pubblicazione Italia |
| -- | -------------------------------- | ------------------------------------- | ----------------- | -------------------- |
| 1  | Becoming: Part 1                 | Divenire: Parte 1                     | 23 dicembre 2016  | 23 dicembre 2016     |
| 2  | Becoming: Part 2                 | Divenire: Parte 2                     | 23 dicembre 2016  | 23 dicembre 2016     |
| 3  | Wherefore Art Thou, Trollhunter? | Perché sei tu, Cacciatore di troll?   | 23 dicembre 2016  | 23 dicembre 2016     |
| 4  | Gnome Your Enemy                 | Conosci il tuo nemico                 | 23 dicembre 2016  | 23 dicembre 2016     |
| 5  | Waka Chaka!                      | Waka Chaka!                           | 23 dicembre 2016  | 23 dicembre 2016     |
| 6  | Win Lose or Draal                | Vincere, perdere o Draal              | 23 dicembre 2016  | 23 dicembre 2016     |
| 7  | To Catch a Changeling            | Per catturare un mutante              | 23 dicembre 2016  | 23 dicembre 2016     |
| 8  | Adventures in Trollsitting       | Tutto quella notte                    | 23 dicembre 2016  | 23 dicembre 2016     |
| 9  | Bittersweet Sixteen              | Tristi sedici anni                    | 23 dicembre 2016  | 23 dicembre 2016     |
| 10 | Young Atlas                      | Giovane Atlante                       | 23 dicembre 2016  | 23 dicembre 2016     |
| 11 | Recipe for Disaster              | Ricetta per un disastro               | 23 dicembre 2016  | 23 dicembre 2016     |
| 12 | Claire and Present Danger        | Pericolo imminente                    | 23 dicembre 2016  | 23 dicembre 2016     |
| 13 | The Battle of Two Bridges        | La battaglia dei due ponti            | 23 dicembre 2016  | 23 dicembre 2016     |
| 14 | Return of the Trollhunter        | Il ritorno del Cacciatore di troll    | 23 dicembre 2016  | 23 dicembre 2016     |
| 15 | Mudslinging                      | Gettare fango                         | 23 dicembre 2016  | 23 dicembre 2016     |
| 16 | Roaming Fees May Apply           | La fortezza di Gatto                  | 23 dicembre 2016  | 23 dicembre 2016     |
| 17 | Blinky's Day Out                 | La giornata all'aperto di Blinky      | 23 dicembre 2016  | 23 dicembre 2016     |
| 18 | The Shattered King               | Il re distrutto                       | 23 dicembre 2016  | 23 dicembre 2016     |
| 19 | Airheads                         | Teste vuote                           | 23 dicembre 2016  | 23 dicembre 2016     |
| 20 | Where Is My Mind?                | Dov'è la mia mente?                   | 23 dicembre 2016  | 23 dicembre 2016     |
| 21 | Party Monster                    | L'anima della festa                   | 23 dicembre 2016  | 23 dicembre 2016     |
| 22 | It's About Time                  | Questione di tempo                    | 23 dicembre 2016  | 23 dicembre 2016     |
| 23 | Wingmen                          | Bracci destri                         | 23 dicembre 2016  | 23 dicembre 2016     |
| 24 | Angor Management                 | Affrontare Angor                      | 23 dicembre 2016  | 23 dicembre 2016     |
| 25 | A Night to Remember              | Una notte da ricordare                | 23 dicembre 2016  | 23 dicembre 2016     |
| 26 | Something Rotten This Way Comes  | Qualcosa di sinistro sta per accadere | 23 dicembre 2016  | 23 dicembre 2016     |

## Divenire: Parte 1
- Titolo originale: Becoming: Part 1
- Diretto da: Guillermo del Toro e Rodrigo Blaas
- Scritto da: Guillermo del Toro, Marc Guggenheim e Rodrigo Blaas

### Trama
Sotto un  ponte della cittadina di Arcadia due Troll combattono un duello all'ultimo sangue. Uno di loro, Kanjigaar, non  vuole che l'amuleto in suo possesso finisca nelle mani del suo nemico Bular, così si sacrifica esponendosi al sole (letale per i troll) e cade frantumandosi, riuscendo però nel suo intento.
La scena si sposta sulle vicende di Jim Lake Jr., un ragazzo che divide il suo tempo tra scuola e l'aiutare sua madre. Mentre si reca a scuola con il suo amico Tobias sente una voce nei pressi del ponte e tra i resti di Kanjigaar trova l'amuleto, mentre un essere misterioso l'osserva. Non capendo cosa sia lo porta dal professor Walter Strikler, un uomo che ha preso a cuore il ragazzo, il quale gli chiede di riportarglielo quando ne avrà l'occasione. La giornata passa piuttosto in fretta finché, una volta a casa, Jim viene avvicinato da due troll, Blinky e Aarrrgh, i quali lo avvertono dell'enorme potere dell'amuleto e del suo potenziale. Curioso Jim decide di usarlo e recitando la formula sopra di esso: "Per la Gloria di Merlino, la Luce è sotto il mio Dominio" una luce lo avvolge. Jim si ritrova addosso una scintillante armatura con tanto di spadone. Alla fine si vede Strickler che si reca sotto il ponte e dialoga con Bular, rivelando di essere un suo alleato e che ora l'amuleto ha scelto un nuovo Cacciatore di Troll.

## Divenire: Parte 2
- Titolo originale: Becoming: Part 2
- Diretto da: Guillermo del Toro e Rodrigo Blaas
- Scritto da: Guillermo del Toro e Marc Guggenheim

### Trama
Jim racconta a Toby dell'amuleto durante una delle sue periodiche visite dal dentista.  A casa, recita l'incantesimo, rivelando l'armatura e la spada a Toby.  Successivamente Blinky e Aarrrgh si rivelano a Toby.  Tuttavia, l'incontro viene interrotto quando sentono Barbara tornare a casa. I due troll spiegano la situazione attuale: Jim ora è il Trollhunter e il suo predecessore è stato ucciso da Bular, che ora lo sta cercando.
A scuola, Jim attiva inaspettatamente la sua armatura.  Lui e Toby vengono sorpresi dal Professor Strickler e spiegano che è per le prove per lo spettacolo di Romeo e Giulietta. Jim alla fine va alle prove con l'armatura e recita un discorso che Blinky gli aveva detto, ottenendo il ruolo di Romeo. Viene elogiato da Claire, la Giulietta dello spettacolo, per la sua esibizione nelle prove successive.
Sulla strada di casa, lui e Toby cadono in un'imboscata da Bular una volta che che il sole tramonta li insegue jim cerca di evocare la sua armatura ma sembra non risponde i jim e toby  allora corrono e passano in un passaggio troppo stretto per bular .  Incontrano Blinky e Aarrrgh e gli dicono del incontro con  bular ma questo riappare è lì insegue  dinuovo, blinky e Aarrrgh li portano nella città sotterranea dei troll: il Mercato dei troll di Heartstone.

## Perché sei tu, cacciatore di troll?

### Trama
Blinky e Aaargh fanno un tour del Mercato dei troll a Jim e Toby. Blinky  gli dice che primad ora nessun umano e entrato nel mercato dei troll La presenza degli umani non è ben accolta dai troll, incluso Draal, il figlio del precedente Trollhunter. Il gruppo si reca quindi alla Fucina degli Eroi, il campo di addestramento dei Trollhunters. Lì, inizia l'allenamento di Jim. Tuttavia, vengono interrotti da Vendel, il leader del Mercato, che suggerisce al Trollhunter umano di consultare l'Oracolo per giudicare la sua dignità di possedere l'amuleto. A causa del caso unico di Jim, l'Oracolo non emette un giudizio. Tornato a casa, Jim è sorpreso dalla visita improvvisa del signor Strickler.
Durante l'allenamento di Jim con Blinky, Draal sfida a duello Jim.  Blinky non vuole, ma Vendel lo permette. Il duello si conclude con la vittoria di Draal. La sconfitta è un trauma per Jim, che si rifiuta di diventare un Trollhunter. Durante una prova per lo spettacolo, Claire si preoccupa per la salute di Jim e cerca di dare qualche consiglio. Steve affronta Jim, il quale gli sferra un solo pugno dopo aver ricordato un consiglio di Blinky. Rincuorato, torna al Mercato e chiede una rivincita a Draal.

## Conosci il tuo nemico

### Trama
Jim segue un corso accelerato sulla storia dei troll, in cui gli viene spiegato che Bular vuole ricostruire il Ponte di Killahead, per aprire il portale per le Terre Oscure in cui è stato esiliato suo padre Gunmar insieme al suo esercito di Troll Oscuri. Inoltre, il giovane Trollhunter affronta la sua prima sfida, che consiste nel catturare uno gnomo.

## Waka Chaka!

### Trama
Durante una gita in un museo, Jim cerca di avvicinarsi a Claire;  Jim scopre che la curatrice del museo, la signorina Nomura è una troll mutaforma

## Vincere, perdere o Draal

### Trama
Jim affronta finalmente Draal in una rivincita. Riesce a batterlo, e dopo che gli salva la vita, tra i due nasce una sorprendente collaborazione.

## Per catturare un mutante

### Trama
Con l'aiuto di un antico strumento di caccia ai troll (un ferro di cavallo di ferro chiamato "gaggletack"), Jim e Toby cercano di smascherare i troll mutanti che vivono tra loro; Claire presenta a Jim un'offerta allettante.

## Tutto quella notte

### Trama
Draal si abitua alla sua nuova vita nel seminterrato di Jim; Jim scopre che il fratellino di Claire, Enrique, è un mutante.

## Tristi sedici anni

### Trama
Il sedicesimo compleanno di Jim è pieno di sorprese, tra cui l'arrivo di una nuova specie di troll volante, chiamato stalking, che è immune agli effetti della luce solare.

## Giovane Atlante

### Trama
Draal dà a Jim un totem per aiutarlo a ridurre la sua ansia per Claire; La conseguente eccessiva sicurezza di Jim lo porta a una sorprendente scoperta: Strickler è un mutante.

## Ricetta per un disastro

### Trama
I sospetti di Claire crescono; La madre di Jim invita Strickler a una cena piena di tensione.  
Nell'ufficio di Strickler, Toby scopre che il mutante nasconde un portale in miniatura per le Terre Oscure.

## Pericolo imminente

### Trama
La porta delle Terre Oscure non si apre ancora, anche se il ponte di Killahead è completo. Quando Claire diventa un bersaglio, Jim è costretto a dirle la verità. La ragazza non gli crede finché non vengono attaccati dai goblin. Lo gnomo Chompsky si offre volontario per avventurarsi nelle Terre Oscure, ma si perde rapidamente.

## La battaglia dei due ponti

### Trama
Una battaglia scoppia quando Strickler e Bular tentano di costringere Jim ad aprire il portale e liberare Gunmar e il suo esercito dalle Terre Oscure. Alla fine, Bular viene ucciso da Jim sul ponte di Arcadia Bridge e Draal perde un braccio quando rimuove l'Amuleto della luce dal ponte di Killahead, ma lo sostituisce con una protesi meccanica.

## Il ritorno del cacciatore di troll

### Trama
Claire visita per la prima volta il Mercato dei troll di Heartstone, Jim viene chiamato dall'oracolo ed incontra gli spiriti dei passati cacciatori di troll, mentre Strickler risveglia un antico assassino.
Kanjigar mostra due flashback di la battaglia dei due ponti il primo quando jim ha ucciso bular e il secondo quando drall perse il braccio. 

## Gettare fango

### Trama
Jim cerca un modo per distruggere Gunmar in modo che Claire possa riportare a casa suo fratello.  Uno Strickler assetato di potere torna ad Arcadia con l'assassino Angor Rot, prendendo il posto del preside della scuola di Jim.

## La fortezza di Gatto

### Trama
Gli eroi intraprendono una pericolosa missione andando da Gatto, un enorme troll di montagna, alla ricerca della prima Pietra Triumbrica (la Pietra della nascita), una delle tre pietre legate alla forza vitale di Gunmar. Angor Rot crea un incantesimo che lega i destini di Barbara e Strickler.

## La giornata all'aperto di Blinky

### Trama
A causa dell'esposizione a uno strano elisir, Blinky si trasforma in un essere umano e sperimenta gli alti e bassi della sua nuova forma. Angor Rot predice a Jim un destino di gran lunga peggiore della morte.

## Il re distrutto

### Trama
L'armatura di Jim riceve un potenziamento grazie a Vendel e alla Pietra della Nascita.  Claire vuole che Jim sia il suo cavaliere al ballo mentre gli eroi cercano la seconda Pietra Triumbrica;  finiscono in paludi sconosciute, seguiti da Angor Rot, dove Toby finge di essere un re dei troll.  Alla fine, Angor Rot ottiene la Pietra della Morte, simbolo della prima uccisione di Gunmar, ma Claire ottiene il magico Bastone dell'Ombra di Angor.

## Teste vuote

### Trama
Toby e Claire litigano costantemente perché Claire ha il Bastone Ombra e Toby é geloso. Toby e Claire accettano un compito da Trollhunter in modo che Jim possa vincere un concorso scolastico per diventare il "Re di primavera". Nel processo, Toby viene maledetto, ma alla fine Vendel lo guarisce e gli dona un nuovo martello da guerra.

## Dov'è la mia mente

### Trama
Quando un'orda di folletti si abbatte sul liceo Arcadia Oaks, gli studenti vanno in tilt.  Aarrrgh scopre che gli è stato iniettato il veleno dell'Edera del Sole da Angor Rot, che gradualmente lo trasformerà in pietra, ma sceglie di non dirlo ai suoi amici. Angor fa una proposta sorprendente a Jim.

## L'anima della festa

### Trama
NonEnrique organizza una festa per i troll di Arcadia a casa di Claire, mettendo Claire in imbarazzo poiché ha già invitato le sue due migliori amiche a casa sua. Jim e Toby vogliono prendere l'anello di Strickler, l'Inferna Copula.

## Questione di tempo

### Trama
In un flashback all'inizio dell'episodio, apprendiamo come Angor Rot ha visitato la misteriosa Pallida Signora e ha scambiato la sua anima, che è contenuta nel suo anello - l'Inferna Copula - per i suoi poteri.
Jim usa un raro Kairosect che ferma il tempo (preso da Gatto) per salvare Claire dall'essere investita da un camion, salvare Blinky, che si sta trasformando in un troll davanti a Barbara, rubare l'anello di Strickler e riprendere la seconda Pietra Triumbrica da Angor Rot. Quando il limite di tempo del Kairosect scade, Jim si confronta con un Angor tradito, che distrugge accidentalmente l'anello, dissipando la sua anima.  Tenta di uccidere Jim, che fugge, e poi insegue Stricker.

## Bracci destri

### Trama
Una regina dei troll, sovrana del popolo nativo di Aarrrgh, arriva al mercato dei troll e rivela il devastante segreto di Aarrgh. Nonostante gli sia data la possibilità di tornare alle sue grotte natali e di guarire, sceglie di rimanere con i suoi amici. Abbandonato dai suoi compagni Mutanti, Strickler chiede la protezione di Jim.

## Affrontare Angor

### Trama
Jim unisce con riluttanza le forze con Strickler per mantenere in vita Barbara e preparano un'imboscata a casa di Jim.  Barbara ritorna inaspettatamente e scopre la verità sulle doppie vite segrete di Jim e Strickler. Angor Rot, che li ha spiati, aggira le trappole esplosive e attacca, costringendoli a ritirarsi al Mercato dei troll. Blinky, Claire, Toby e Aarrrgh iniziano a cercare la Pietra dell'Occhio, l'occhio perduto di Gunmar e l'ultima delle Pietre Triumbriche. Gnomo Chompksy ritorna con importanti notizie su Enrique e un sinistro messaggio di Gunmar a Jim.
Barbara menziona gli eventi di waka chaka quando jim e toby sono stati arrestati e quelli di pericolo imminente quando lui e finito in ospedale. 

## Una notte da ricordare

### Trama
Per salvare la vita di Barbara, Jim corre a spezzare l'incantesimo che la lega a Strickler. Angor Rot attacca Claire e Toby al Ballo di Primavera, quando cercano un modo per spezzare l'incantesimo nell'ufficio di Strickler.  Barbara dimentica l'esistenza dei troll a causa della rottura dell'incantesimo, ma Strickler decide comunque di lasciare Arcadia, dicendo addio a Jim. Intanto, Angor Rot ottiene l'Horngeazle, la chiave del Mercato dei troll.
Jim menziona a sua madre  gli eventi di la fortezza di gatto qundo e andato a prendere la pietra nativa e tristi sedicianni dello stalking che ha causato lo schianto della vespa di steve

## Qualcosa di sinistro sta per accadere

### Trama
Jim, i suoi amici e i troll si preparano all'assalto di Angor Rot, usando l'occhio rubato ad Angor per potenziare l'armatura di Jim. Aarrrgh viene colpito dal pugnale all'Edera del Sole di Rot per salvare Toby, trasformandosi completamente in pietra, prima che Jim, Toby e Claire uccidano Angor, liberando le anime dei Trollhunters che aveva catturato. Jim incorpora la Pietra dell'occhio nel suo amuleto per potenziare la sua armatura trasformandola nella scarlatta Armatura dell'Eclissi prima di avventurarsi nelle Terre Oscure per affrontare Gunmar.